# Société Nationale des Pétroles du Congo
Société Nationale des Pétroles du Congo (la Compañía Nacional de Petróleo del Congo, SNPC) es una empresa petrolera nacional de la República del Congo. La compañía fue fundada en 1998 después de la disolución de la compañía pública Hydro-Congo. La compañía gestiona las participaciones del gobierno en los campos petrolíferos del país. La empresa tiene participaciones en los campos de Moho-Bilondo (15%), Nkossa (15%), M'Boundi (8.8%), Kitina (35%), Sendji (15%), Yanga (15%), Djambala (35%), Foukanda (35%), Mwafi (35%), Emeraude (49%), Yombo (49%), Tilapia (35%), Azurite (15%), y Turquoise Marine-1 (15%). Posee también la empresa de refinería de petróleo Congolaise de Raffinage (CORAF).